# Мін Юйчжень

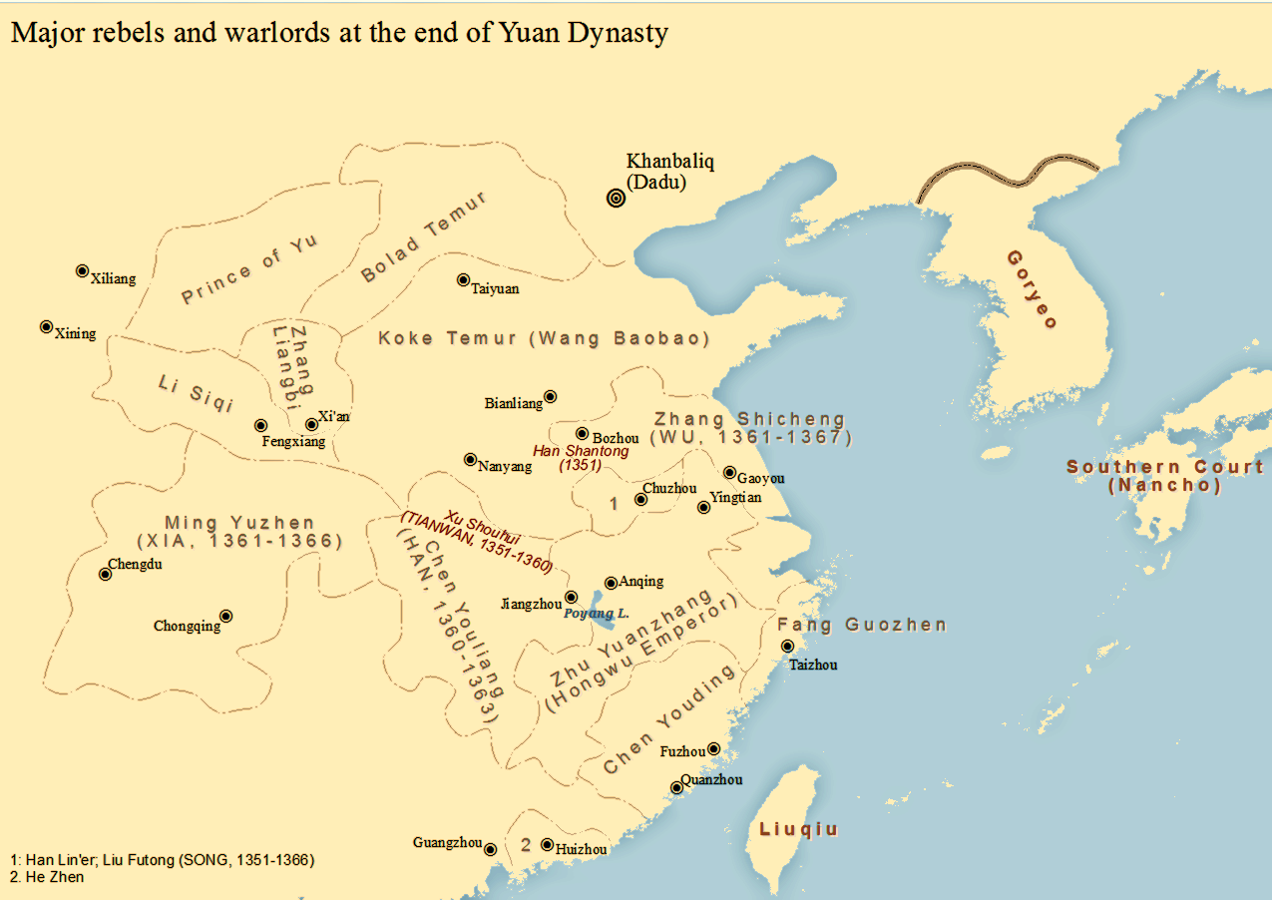
Повстанці та воєначальники наприкінці династії Юань, включаючи територію, контрольовану Мін Ючжень у 1363 році

Мін Юйчжень (кит.: 明玉珍; 1331–1366) — лідер селянського повстання, заснував імперію Ся (кит.: 大 夏 «Велика Ся») під час розпаду династії Юань у Китаї.
Мін народився в Суйчжоу (сьогодні повіт Суйсянь провінції Хубей) у селянській сім'ї. У 1353 році він приєднався до повстання Червоних пов'язок — повстанської групи під проводом Сюй Шугуя. Під час бою він втартив праве око.
У 1360 році Сюя убив Чень Юлян, тому Мін залишив свою групу і проголосив себе королем Лоншу (隴 蜀王). Через два роки він проголосив себе імператором Великої Ся в Чунцині, взявши імпепраторське ім'я Тяньтун (天 統).
У 1363 році він напав на принца Ляна Болуда Темура (孛 羅 帖木兒) в провінції Юньнань, бажаючи розширити свою територію. Проте його плани не склалися, і він помер від хвороби у віці 35 років. Його наступником став його син Мін Шен (明 昇), який змінив ім'я на Кайсі (開 熙) і був засланий до Кореї, коли країна була захоплена імперією Мін у 1371 році.